# Kadaszman-Enlil I
Kadaszman-Enlil I (kas. Kadašman-Ellil, tłum. „On ufa bogu Enlilowi”) – władca Babilonii z dynastii kasyckiej panujący w latach 1374-1360 p.n.e.
Pośród listów z Amarna zachowała się korespondencja pomiędzy Kadaszman-Enlilem I a faraonem egipskim Amenhotepem III dotycząca małżeństw dynastycznych pomiędzy domami rządzącymi w Babilonie i Egipcie. Do naszych czasów zachowały się również inskrypcje budowlane Kadaszman-Enlila I, z których wynika, iż zlecił on odnowienie wielu świątyń, m.in. w miastach Nippur i Larsa.